# Модел на пещ (Слатино)
Моделът на пещ от село Слатино е керамичен артефакт, намерен в опожарено жилище от първи строителен хоризонт (началото на V хил. пр.н.е.) на селище датиращо от епохата на енеолита, разположено в местността Ръждако до днешното село Слатино (община Бобошево), област Кюстендил. Откритието е на археолога Стефан Чохаджиев, който пръв публикува описание и прави предположения. Неговата хипотеза, че разграфяването, начертано върху една от стените, представлява древен календар, намирани и по-нататъшни поддръжници (Стойчев, Дерменджиев).

## Описание и особености
Описанието и названието „модел на пещ“ са донякъде условни, тъй като няма яснота относно предназначението на находката, нито достатъчно близки аналози. Формата (прибл. паралелепипед 12 х 8 х 5 cm) е сходна на с правоъгълна кутия с отворен преден капак. Отгоре има зооморфна „дръжка“ по дължината и в четирите ъгъла – наподобяващи глави топчета. Плоскостите на стените са декорирани: отзад и от ляво с коса квадратна мрежа, отдолу – квадратна и от дясно – праволинеен меандър. Пред отвора са гравирани 5 груби спирали и върху ръбовете са поставени резки.

## Интерпретации и хипотези
Когато т.нар. пещ е поставена в положение „с отвора нагоре“, т.е. като „изправена ютия“, квадратната таблица на дъното е в положение, което удовлетворява процедурата на разчитане по колони – първо от горе надолу и после от ляво-надясно. Откривателят на находката Стефан Чохаджиев установява посоката на разчитане на таблицата с трасологичен анализ. Според него моделът представлява „лунен календар“ с означени 30 дни и продължителност 12 месеца.
Васил Николов свързва модела със земеделската дейност и менструалния цикъл на жените. Той посочва за начало на годината в този календар пролетното равноденствие. При такова начало месеците се групират както следва: първите три отговарят на периода от април до юни (времето по подготовката на новата реколта), вторите 5 на периода от юли до ноември (жътва, събиране на реколтата и подготовка за зимата), а третите четири – на периода от декември до март (зима, непродуктивен сезон).
Според Николай Дерменджиев, това разпределение е по-вероятно, не само защото разделя годината на три характерни сезона според видовете земеделска активност, но и поради съвпадение с древноегипетски календар, в който сезоните също са три. Но най-важното съвпадение е самата схема, според която граждански календар, съставен от дванадесет месеца по тридесет дни плюс пет денонощия, наречени епагомени.
Чохаджиев и Стойчев също допускат, че петте знака върху ниската площадка пред отвора на пещта са отбелязвали необходимите 5 денонощия, допълващи календарната година от 360 до 365 дни – т. нар. епагомени. Въпросните знаци били поставени извън рамките на таблицата, защото били отброявани веднъж на една година, а не към всеки отделен месец.
Върху фасадната страна са били отбелязани символи, свързани с най-важните характеристики на въплътения в предмета календар. Върху челото на долния праг на модела са продраскани 11 чертички наклонени наляво. Те означават разликата между слънчевата и лунната година – факт, който показва, че в паметника са кодирани лунно-слънчеви цикли. Забелязва се, също така, че последните две чертички са свързани отгоре в една точка. Петте ченгеловидни знака, поставени в редица на своеобразния под, пред дупката на пещта, символизират споменатите епагомени (добавъчни дни), поставяни в края на египетската гражданска година, основната част от която се е формирала, подобно на този календар, от 12 месеца по 30 дни.
Според д-р Николай Дерменджиев предходните изследователи на модела пропускат важната подробност, че в горната вътрешна част на четвъртото ченгелче (от ляво-надясно), е поставен един V-образен знак, наклонен надясно. Според него той показва високосния ден, вмъкван веднъж на четири години, като шести допълнителен ден, т.е. като шести епагомен. Този знак е вмъкван точно в четвъртата по ред година, защото е поставен в четвъртото поредно ченгелче (от ляво надясно), а се е броял за шести допълнителен, защото общият брой на всички знаци в схемата е шест. Следователно V-образният знак е доказателство, че в модела от Слатино е използвана юлианската стойност на тропичната година от 365,25 денонощия, изявена чрез четиригодишния цикъл на вмъкване на високосен (366-и пореден) ден.
Според Дерменджиев в подкрепа на тази календарна логика стои и фактът, че под главата на зооморфната фигура, над горния ръб на отвора на пещта, са изобразени, подобно на огърлица, два V-образни знака, които вероятно означават емблемата на цикъла от четири тропични години. Дерменджиев подлага на анализ, първостепенната роля на този цикъл, който служи за базов при изграждането на Октаетеридата (8 години), свързан също така с Венера.
Проф. Дъглас Бейли подлага на съмнение „календарната хипотеза“ на Стефан Чохаджиев. Според Бейли става въпрос за декоративна украса, която може да се свърже с подобна регистрирана при археологическите обекти от Долнослав, Градешница и Овчарово. Той допълва, че е много трудно да се свърже декорацията на модела само с една конкретна функция, Бейли допуска че може да се касае за някаква метрична система за отбелязване на селскостопанска продукция или вероятно за обозначаване на локална родова идентичност. Бейли изцяло отхвърля хипотезата на Чохаджиев като „неправдоподобна“.